# Korskyrkan, Ödeshög
Korskyrkan tidigare Immanuelskyrkan, är en kyrkobyggnad i Ödeshög. Kyrkan tillhörde mellan 1908 och 1962 Ödeshögs missionsförsamling. Från 1962 tillhörde kyrkan Fridhemsförsamlingen som var en del av Helgelseförbundet.

## Historik
Korskyrkan invigdes i oktober 1908 och kallades då Immanuelskyrkan. Den tillhörde då Ödeshögs missionsförsamling. 1962 såldes kyrkan till Fridhemsförsamlingen och fick då namnet Korskyrkan. 2006 köptes kyrkan av Ödeshögs kommun.

## Orgel
I kyrkan fanns en elorgel med två manualer och pedal.